# Langenfels (Lembach)
Der Langenfels ist ein Sandsteinfelsen mit Burgstelle oberhalb der Burg Fleckenstein bei Lembach im Département Bas-Rhin.

## Geschichte
Historische Belege fehlen, wahrscheinlich war der Langenfels ein Vorposten des Fleckenstein. Der heutige Name ist neuzeitlich, was darauf schließen lässt, dass die Burg nicht lange Bestand hatte. Gegen die geäußerte Behauptung, es handelte sich beim Langenfels nur um eine vorübergehende Belagerungsburg sprechen die aufwendigen Bearbeitungsspuren am Felsen.

## Anlage
Die Burgstelle liegt auf drei südlichen Abschnitten einer langgestreckten Felsformation. Den nördlichen Abschluss der Burganlage bildet ein 4,20 Meter breiter Halsgraben. Der nördlichen beiden Felsen der Burg haben eine Länge von ca. 40 m zu denen westlich ein Plateau ohne Bebauungsspuren liegt. Dennoch kann hier eine Unterburg vermutet werden. Der südlichste Fels hat eine Ausdehnung von 30 × 8 m. An letzterem sind an der Westseite am deutlichsten noch ausgehauene Treppen zu erkennen. Etliche Pfostenlöcher im Fels sowie Ziegelfunde lassen auf eine hölzerne Bebauung der Anlage schließen.